# Звезда спектрального класса O

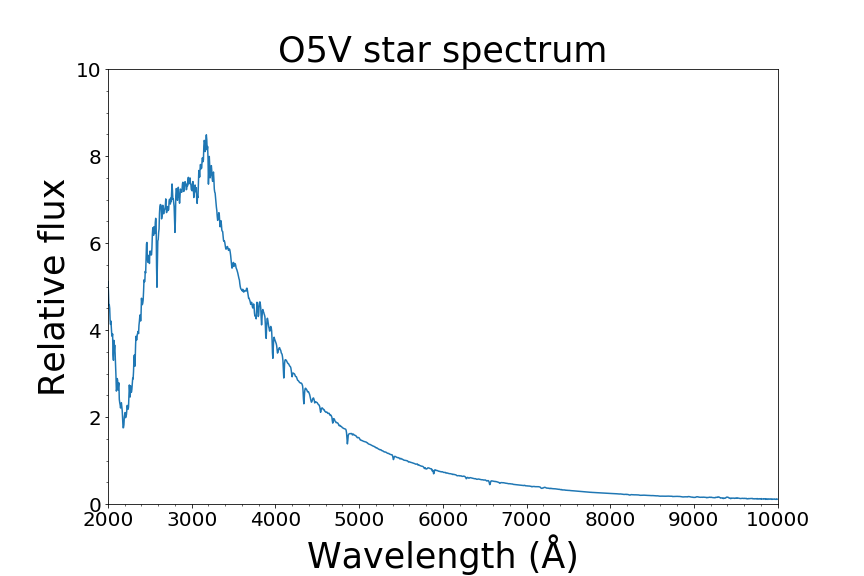
Спектр звезды класса O5V

Звёзды спектрального класса O характеризуются высокими температурами поверхности — более 30 тысяч кельвинов — и голубым цветом. В их спектрах присутствуют спектральные линии многократно ионизованных металлов и ионизованного гелия. Линии нейтральных гелия и водорода присутствуют, но слабы, также в спектрах часто встречаются эмиссионные линии. Класс O делится на подклассы от самого раннего O2 до самого позднего O9.7. При переходе к более поздним подклассам увеличивается интенсивность линий нейтрального гелия и уменьшается — ионизованного.
К классу O, как и к классу B, принадлежат в основном самые массивные и яркие, но короткоживущие звёзды. Несмотря на свою малочисленность, такие звёзды вносят значительный вклад в светимость галактик, где они присутствуют, очерчивают их спиральную структуру и играют важную роль в таких процессах, как, например, ионизация газа в эмиссионных туманностях.

## Характеристики
К спектральному классу O относятся одни из наиболее горячих звёзд. Температура их поверхности составляет более 30 тысяч кельвинов и обычно не превышает 50 тысяч кельвинов. Звёзды этого класса имеют голубой цвет: показатель цвета B−V для таких объектов составляет около −0,3m.
В спектрах звёзд класса O доминирует синее и ультрафиолетовое излучение. Кроме того, отличительной чертой их спектров являются линии поглощения многократно ионизованных элементов: к примеру, Si V и C III, N III и O III. Сильны также линии He II — в частности, серия Пикеринга. Линии нейтрального гелия и водорода заметны, но слабы. Довольно часто наблюдаются эмиссионные линии: в оптическом диапазоне они встречаются у 15 % звёзд этого класса и класса B. У многих звёзд класса O в рентгеновском диапазоне наблюдаются эмиссионные линии очень сильно ионизованных элементов, например, Si XV.

### Подклассы
В отличие от остальных спектральных классов, самый ранний подкласс O — это O2, а не O0 (см. ниже), самый поздний — O9.7. У более поздних подклассов относительно более ранних увеличивается интенсивность линий нейтрального гелия и уменьшается — ионизованного: отношение их интенсивностей используется как один из основных критериев для определения, к какому подклассу принадлежит звезда. Чаще всего сравниваются линии He II λ4541 и He I λ4471, интенсивности которых становятся равными в подклассе O7, либо линии He II λ4200 и He I λ4026, которые сравниваются в интенсивности в подклассе O6. В звёздах класса O3 линии нейтрального гелия обнаружить уже не удаётся. Кроме того, для более точного определения подкласса могут сравниваться интенсивности линий других элементов, хотя эти критерии применимы в небольшом диапазоне подклассов: например, N IV и N III сравниваются для звёзд ранних подклассов, а Si IV и Si III сравнивают для более поздних.

### Классы светимости
Светимости у звёзд класса O, относящихся к разным классам светимости, различаются не слишком сильно: например, абсолютная звёздная величина для звёзд главной последовательности класса O5 составляет −5,5m, а для сверхгигантов класса O5 ― −7,0m. Классы светимости различаются в первую очередь спектральными характеристиками: например, для поздних подклассов O эффекты светимости проявляет интенсивность линий металлов. Эта характеристика увеличивается с ростом светимости звезды: для количественной оценки могут сравнивать линии Si IV и He I. Для ранних спектральных классов имеют место отрицательные эффекты светимости: глубина некоторых линий поглощения He II и N III уменьшается при переходе к более ярким классам светимости, а для наиболее ярких звёзд в этих линиях наблюдается не поглощение, а эмиссия (см. ниже).

### Дополнительные обозначения и особенности
Среди звёзд класса O особо выделяют подтипы Oe с эмиссионными линиями водорода и Oef с эмиссионными линиями ионизованного гелия. Также выделяют подтип Of, для которого наряду с поглощением в линиях гелия и азота характерна эмиссия в некоторых из них: это линия He II λ4686 и линии N III λλ4634, 4640, 4642. Все звёзды более ранних подклассов, чем O5, являются Of-звёздами. Из-за того, что в каждой из этих длин волн сочетается эмиссия и поглощение, в сумме может наблюдаться как поглощение, так и эмиссия, причём последняя становится доминирующей у более ярких звёзд:
- Если поглощение в линиях He II сильно, а в N III наблюдается слабая эмиссия, спектр относят к категории ((f)).
- Если эмиссия в N III более сильна, а поглощение в He II практически равно эмиссии — спектр относят к типу (f).
- Если во всех линиях эмиссия доминирует, спектр получает обозначение f.
- Если, помимо этого, наблюдается сильная эмиссия в линии N IV λ4058, спектр обозначают f*.
- Если эмиссия также наблюдается в линиях Si IV λλ4089, 4116, то спектр обозначается f+.

В некоторых случаях спектры звёзд проявляют как характеристики звёзд класса O, так и характеристики звёзд Вольфа — Райе. В таком случае спектральный класс записывается как два класса через слеш: O2If*/WN6. Такие звёзды в англоязычных источниках называются slash stars (букв. «слеш-звёзды»).

### Физические характеристики

Звёзды класса O в Туманности Киля

К этому классу принадлежат в основном самые массивные и яркие звёзды. Их масса составляет более 20 M⊙, а светимость ― от нескольких десятков тысяч солнечной и может доходить до миллионов. Такие звёзды живут короткий срок: на главной последовательности звёзды такой массы и такого спектрального класса находятся около 3—6 миллионов лет, следовательно, звёзды класса O — очень молодые объекты, относящиеся к экстремальному населению I. По этой причине такие звёзды являются индикаторами очень недавнего звездообразования в области, где наблюдаются, и встречаются, например, в OB-ассоциациях, где все звёзды сформировались из одного молекулярного облака.
Несмотря на то, что звёзды этого класса очень малочисленны — их лишь 0,00002% от общего числа звёзд Млечного Пути, — вследствие высокой яркости их доля среди наблюдаемых звёзд существенно больше. Например, в каталоге Генри Дрейпера, включающем в себя звёзды с видимой звёздной величиной до 8,5m, около 1% звёзд относятся к классу O. Такие звёзды вместе со звёздами класса B вносят основной вклад в светимость (но не массу) галактик, где они встречаются, очерчивают структуру спиральных рукавов и играют основную роль в обогащении галактик некоторыми элементами, такими как кислород, когда взрываются как сверхновые. Благодаря интенсивному ультрафиолетовому излучению и сильному звёздному ветру звёзды класса O существенно влияют на собственное окружение: они ионизуют газ в эмиссионных туманностях, могут стимулировать, или, наоборот, останавливать звездообразование в своих окрестностях.
У большинства звёзд класса O наблюдается быстрое вращение. Три четверти звёзд класса O находятся в двойных системах, некоторые из которых являются тесными и звёзды в которых обмениваются веществом.
Похожие физические и спектральные характеристики имеют звёзды ранних подклассов B, поэтому они часто объединяются со звёздами класса O под общим названием «OB-звёзды». Эта общность, несмотря на название, не включает в себя поздние подклассы B: среди звёзд главной последовательности к ней принадлежат звёзды не позднее B2, но для более ярких классов светимости эта граница сдвинута к более поздним подклассам.
Исключение из этих закономерностей составляют субкарлики класса O. Эти звёзды — маломассивные звёзды на поздних стадиях эволюции, они могут принадлежать как к населению I, так и к населению II. Они существенно тусклее других звёзд класса O, но из-за высокой температуры также принадлежат к этому спектральному классу.
| Спектральный класс | Абсолютная звёздная величина, m | Абсолютная звёздная величина, m | Абсолютная звёздная величина, m | Температура, K | Температура, K | Температура, K |
| Спектральный класс | V                               | III                             | I                               | V              | III            | I              |
| ------------------ | ------------------------------- | ------------------------------- | ------------------------------- | -------------- | -------------- | -------------- |
| O2-3               | −5,6                            | −6,0                            | −6,8                            | 44850          | 42940          | 42230          |
| O4                 | −5,5                            | −6,4                            | −7,0                            | 42860          | 41490          | 40420          |
| O5                 | −5,5                            | −6,4                            | −7,0                            | 40860          | 39510          | 38610          |
| O6                 | −5,3                            | −5,6                            | −6,3…−7,0                       | 38870          | 36670          | 36800          |
| O7                 | −4,8                            | −5,6                            | −6,3…−7,0                       | 36870          | 34640          | 34990          |
| O8                 | −4,4                            | −5,6                            | −6,2…−7,0                       | 34880          | 32570          | 33180          |
| O9                 | −4,3                            | −5,6                            | −6,2…−7,0                       | 32880          | 30740          | 31370          |

## Примеры
К звёздам класса O относятся, например, Альфа Жирафа — сверхгигант класса O9Ia, а также Тета¹ Ориона C — звезда главной последовательности класса O7Vp. Ближайшая к Земле звезда класса O — Дзета Змееносца, находящаяся на расстоянии примерно 370 световых лет, а ярчайшая при наблюдении с Земли — Альнитак с видимой звёздной величиной +1,77m.
| Спектральный класс | Класс светимости | Класс светимости | Класс светимости |
| Спектральный класс | V                | III              | I                |
| ------------------ | ---------------- | ---------------- | ---------------- |
| O2                 | BI 253           | LH 64-16         | HD 93129A        |
| O3                 | HD 64568         |                  | Cyg OB 2-7       |
| O4                 | HD 46223         | ST 2-22          | HD 190429A       |
| O5                 | HD 46150         | HD 15558         | HD 14947         |
| O6                 | HD 101190        | HD 93130         | Лямбда Цефея     |
| O7                 | HD 91824         | HD 93222         | Sanduleak 80     |
| O8                 | HD 48279         | Лямбда Ориона    | HD 112244        |
| O9                 | 10 Ящерицы       | Йота Ориона      | HD 210809        |

## История изучения
Спектральный класс O, как и другие классы, в близком к современному виде появился в работе Вильямины Флеминг к 1890 году. После этого в 1901 году Энни Кэннон доработала систему классификации, и класс O стал первым в последовательности.
Первоначально отличительным признаком звёзд класса O считалось наличие в их спектре линий He II — в спектрах звёзд класса B они уже не наблюдались. Однако в дальнейшем, благодаря использованию более совершенных приборов, были обнаружены слабые линии He II в спектрах звёзд самых ранних подклассов B. Кроме того, в классе O ранее использовались подклассы только от O5 до O9: более ранние подклассы были добавлены позже. Например, самый ранний из современных подклассов, O2, был введён в 2002 году.

### Комментарии
1. ↑  Римская цифра после обозначения элемента означает его степень ионизации. I — нейтральный атом, II — однократно ионизованный элемент, III — дважды ионизованный, и так далее.
2. ↑  Более ранние и более поздние подклассы включают в себя звёзды, соответственно, более высокой и более низкой температуры. Чем больше число, обозначающее подкласс, тем он позднее.
3. ↑  В подобной записи после λ идёт длина волны исследуемой линии в ангстремах.
4. ↑  В подобной записи после λλ через запятые идут длины волн нескольких исследуемых линий в ангстремах.